# Нуристанские языки
Нуриста́нские языки́ (устаревшее: кафи́рские языки́) — группа языков индоиранской ветви индоевропейских языков. Распространены в горных долинах Гиндукуша на северо-востоке Афганистана, в провинциях Нуристан и Кунар, а также в прилегающих долинах в о́круге Читрал пакистанской провинции Хайбер-Пахтунхва. Общее число говорящих около 150 тыс. чел.

## Название и история изучения
В лингвистической литературе языки и их носители не были известны до XIX века. Общего самоназвания у живущих архаичной племенной жизнью нуристанцев никогда не существовало. Общее самосознание базировалось на религиозных языческих союзах, а с возросшим давлением окружающих исламизированных народов — ещё и на противопоставлении себя мусульманам как врагам и объектам набегов.
До XX в. ареал расселения указанных народов назывался мусульманами Кафиристаном, то есть страной неверных. Вслед за этим языки гиндукушских «кафиров» (сияпушей) назывались и иногда называются по сию пору «кафирскими».
Удачно проведённая зимой 1896—1897 гг. военная кампания афганского эмира Абдур-рахмана позволила пуштунам покорить один из последних очагов язычества в регионе и положить начало исламизации гиндукушских «кафиров». В честь обращения горцев в ислам эмир назвал новые владения Нуристаном (перс. نورستان‎) — «страной света (веры)».

## История и положение в индоиранской ветви
Сведений о формировании и развитии нуристанской группы, включающей исключительно местные языки, никогда не имевшие письменной традиции и в силу изоляции не попадавшие в поле зрения древних авторов, не сохранилось. История нуристанских языков может быть восстановлена только на основании внутреннего анализа самих языков и их ареальных связей.
В XX веке нуристанские языки считались либо самостоятельной группой в составе индоарийских языков, либо иранскими по происхождению, но испытавшими сильное влияние дардских языков. Однако в настоящее время среди лингвистов преобладает другая точка зрения: нуристанские языки составляют отдельную подгруппу индоиранских языков, и многочисленные схождения с соседними дардскими на уровне лексики вызваны позднейшими контактами и заимствованиями.
По мнению Д. Эдельман, нуристанские языки раньше других откололись от индоиранской общности.
Отличительными фонетическими чертами нуристанских языков являются:
- совпадение арийских рядов придыхательных смычных с непридыхательными:

арийск. *bh, *dh, *gh, *ǰh > нурист. *b, *d, *g, *ǰ.
арийск. *ph, *th, *kh > нурист. *p, *t, *k.
- сохранение смычной артикуляции в общеарийских аффрикатах *ć, *j́, *j́h (рефлексах сатемизации индоевропейских палатальных *ḱ *ǵ *ǵh) с переходом их в однофокусные *с, *ʒ (>*z), а также *ḱt > *ćt > *ct > *st.
- отсутствие действия правила RUKI после *u (сохранение s), в отличие от остальных индоиранских языков, где *us > *uš.

## Состав и классификация
Нуристанские языки можно разделить на две подгруппы:
- «Южнокафирская», включающая относительно близкие языки:
  - ашкун или ашкуну (10—30 тыс. носителей),
  - вайгали или калаша-ала (10—30 тыс. носителей) с близкородственным языком/диалектом трегами или гамбири (3 тыс. носителей), а также земиаки (~30 носителей).
- «Северокафирская», представленная:
  - кати или камката-вири (40—60 тыс. носителей),
  - резко отличающимся и более архаичным языком прасун или васи-вари (3—6 тыс. носителей).

В литературе языки и их диалекты обычно называются по названиям рек и долин или местностей, часто бытующим у их соседей пуштунов. При этом носители называют себя прежде всего племенными именами, не всегда совпадающими с названиями языков. Языки, распространившиеся из своей локальной долины в соседние, распадаются на соответствующие диалекты (так, к примеру, выделился язык трегами). Значительную экспансию пережил язык кати, распространившийся в нескольких долинах на севере Нуристана и, вероятно, существенно потеснивший ареал языка прасун. В настоящее время кати — ведущий нуристанский язык, локальный язык межнационального общения, на котором ведутся некоторые радиопередачи в Нуристане. Несмотря на то, что Парун (Прасун) был религиозным центром Нуристана во времена язычества (Кафиристана), а после принятия ислама в целом сохраняет эту роль, прасунцы обычно учат язык кати, но не наоборот.
Языки обнаруживают значительное ареальное сходство с дардскими и восточноиранскими языками Гиндукушского региона, входя вместе с ними в центральноазиатский языковой союз. Это сходство в значительной степени подкрепляется общим с ними субстратом. Генетическая принадлежность дамели, одного из соседних языков, бытующего в долине Кунара, до сих пор вызывает дискуссии, поскольку нуристанские черты он сочетает с дардскими. Нуристанский субстрат также обнаруживается в дардском языке калаша.
Многие из носителей нуристанских языков двух- или трёхъязычны и владеют местными лингва-франка — дари и/или пашто, которые оказывают на нуристанские языки значительное адстратное воздействие.

## Общая характеристика
Для вокализма характерны гласные среднего ряда (ы, ɨ, ə). В консонатизме отсутствует корреляция по придыхательности, но широко развита корреляция по церебральности, охватывающая смычные, аффрикаты, шипящие и дрожащие. Имеются одно- и двуфокусные аффрикаты c — č, ʒ — ǰ (ц — ч, дз — дж).
Для морфологии характерны
- два рода (мужской и женский), проявляющиеся в согласовании с определениями и некоторыми глагольными формами,
- два числа, выраженные в показателях косвенного падежа или собирательными суффиксами,
- вигезимальная (двадцатеричная) система числительных,
- падежная система (от 2 до 4 падежей), дополняемая послелогами,
- энклитические местоимения (в прасуне в препозиции),
- сочетание флективных и аналитических форм в глаголе,
- развитая система превербов и других наречных частиц пространственной ориентации в горах.

Синтаксису присущ эргативный или эргативообразный тип предложения с переходным глаголом в прошедшем времени (кроме древнего имперфекта), и номинативный — в настоящем времени, как у непереходных во всех временах.